# Cantone di Luzarches
Il Cantone di Luzarches era una divisione amministrativa dell'arrondissement di Sarcelles.
È stato soppresso a seguito della riforma complessiva dei cantoni del 2014, che è entrata in vigore con le elezioni dipartimentali del 2015.
Comprendeva i comuni di:
- Bellefontaine
- Châtenay-en-France
- Chaumontel
- Épinay-Champlâtreux
- Fontenay-en-Parisis
- Fosses
- Jagny-sous-Bois
- Lassy
- Luzarches
- Mareil-en-France
- Marly-la-Ville
- Le Plessis-Luzarches
- Puiseux-en-France
- Saint-Witz
- Survilliers
- Villiers-le-Sec